# Luisana Melo
Luisana Melo est une médecin et femme politique vénézuélienne, née à Las Minas de Baruta (État de Miranda) au Venezuela le 26 juin 1960. Elle a été brièvement ministre vénézuélienne de la Santé entre 2016 et 2017.

## Biographie
Luisana Melo Solórzano est médecin, diplômée de l'université centrale du Venezuela. Spécialiste en gestion de santé publique, elle est la fondatrice du Mouvement socialiste pour la qualité de vie et de la santé (Movimiento Socialista por la Calidad de Vida y Salud ou Moscavis en espagnol).

### Carrière politique
Entre 2007 et 2008, elle est secrétaire de la Santé pour le District de la capitale de Caracas. Le 6 janvier 2016, elle est nommée ministre de la Santé par le président Nicolas Maduro. En janvier 2017, elle est remplacée par une autre médecin, Antonieta Caporale.
En juin 2018, le média proche du pouvoir Aporrea confirme sa nomination comme directrice générale de la vice-présidence du Venezuela.